# Lotta ai XXIII Giochi centramericani e caraibici
I tornei di lotta ai XXIII Giochi centramericani e caraibici si sono svolte dal 29 luglio al 2 agosto 2018, presso il Coliseo Universidad del Atlántico di Barranquilla, in Colombia. Si sono svolti complessivamente 18 tornei, di cui sei di lotta greco-romana maschile, sei di lotta libera maschile e sei di lotta libera femminile.

## Podi

### Lotta libera maschile
| Evento | Oro                  | Argento          | Bronzo                           |
| 57 kg  | Reineri Andreu       | Juan Ramírez     | Pedro Mejías Óscar Tigreros      |
| 65 kg  | Alejandro Valdés     | Úber Cuero       | Anthony Montero Álbaro Rudesindo |
| 74 kg  | Franklin Marén       | Franklin Gómez   | Luis Barrios Néstor Tafur        |
| 86 kg  | Yurieski Torreblanca | Carlos Izquierdo | Gino Ávila Pedro Ceballo         |
| 97 kg  | Reineris Salas       | Charles Merrill  | José Daniel Díaz Miguel Sánchez  |
| 125 kg | Yudenny Alpajón      | Luis Vivenes     | Marcos Santos                    |

### Lotta greco-romana maschile
| Evento | Oro              | Argento       | Bronzo                         |
| 60 kg  | Luis Orta        | Emilio Pérez  | Anthony Palencia               |
| 67 kg  | Ismael Borrero   | Manuel López  | Luis de León Juan Carlos López |
| 77 kg  | Ariel Fis        | Luis Avendaño | Jaír Cuero                     |
| 87 kg  | Daniel Grégorich | Yorgen Cova   | Carlos Muñoz                   |
| 97 kg  | Luillys Pérez    | Kevin Mejía   | José Arias Yasmany Lugo        |
| 130 kg | Mijaín López     | Leo Santana   | Moisés Pérez Luis Román        |

### Lotta libera femminile
| Evento | Oro                | Argento             | Bronzo                        |
| 50 kg  | Carolina Castillo  | Mariana Díaz        | Yusneylys Guzmán Anny Ramírez |
| 53 kg  | Betzabeth Arguello | Lilianet Duanes     | Rita Rojas                    |
| 57 kg  | Lianna Montero     | Nes Marie Rodríguez | Yessica Oviedo                |
| 62 kg  | Nathaly Grimán     | Yakelin Estornell   | Jackeline Rentería            |
| 68 kg  | Yudari Sánchez     | Soleymi Caraballo   | Saidy Chávez                  |
| 76 kg  | Andrea Olaya       | María Acosta        | Mabelkis Capote               |

## Medagliere
| Pos.   | Paese           | Oro | Argento | Bronzo | Totale |
| ------ | --------------- | --- | ------- | ------ | ------ |
| 1.     | Cuba            | 13  | 2       | 3      | 18     |
| 2.     | Venezuela       | 3   | 5       | 6      | 14     |
| 3.     | Colombia        | 2   | 2       | 6      | 10     |
| 4.     | Messico         | 0   | 3       | 3      | 6      |
| 5.     | Porto Rico      | 0   | 3       | 1      | 4      |
| 6.     | Rep. Dominicana | 0   | 2       | 5      | 7      |
| 7.     | Honduras        | 0   | 1       | 3      | 4      |
| Totale | Totale          | 18  | 18      | 27     | 63     |